# Jet Jurgensmeyer
Jet Jurgensmeyer (* 27. November 2004 in Nashville, Tennessee) ist ein US-amerikanischer Schauspieler (Kinderdarsteller) und Synchronsprecher.

## Leben und Karriere
Jet Jurgensmeyer wurde am 27. November 2004 in Nashville, der Hauptstadt des US-Bundesstaates Tennessee, geboren und verbrachte hier, wie auch in Missouri und Kalifornien seine ersten Lebensjahre. Erste Einsätze auf der Bühne hatte er noch in jungen Jahren im Restaurant seiner Eltern, die unter anderem Live-Musik und Dinner-Shows anboten. Nachdem er in diversen Werbeproduktionen, darunter Werbespots, und Musikvideos zum Einsatz kam, zog seine Familie mit ihm nach Los Angeles, wo er sich auf seine Schauspielkarriere fokussieren sollte. 2010 kam er so zu seinen ersten nennenswerten Einsätzen in Film und Fernsehen, als er unter der Regie von Mario van Peebles in Black, White and Blues mit Michael Clarke Duncan, sowie in einer Episode der zehnten Staffel von CSI: Den Tätern auf der Spur zum Einsatz kam. Im Jahre 2011 folgten Auftritte in Brad Silberlings Hail Mary mit Noureen DeWulf und der oscarnominierten Minnie Driver, sowie in einer Episode von Grey’s Anatomy. Außerdem war er in diesem Jahr erstmals in einer Episode der Disney-Zeichentrickserie Spezialagent Oso als Synchronsprecher im Einsatz und übte diese Tätigkeit bis zum Jahr 2012 in zwei weiteren Episoden aus. Für sein Engagement in der Serie wurde er bei den Young Artist Awards 2012 für einen Young Artist Award in der Kategorie „Bester Synchronsprecher“ ausgezeichnet.
In John Dahls Bad Girls spielte er 2012 den Aiden, unter anderem neben Jaime Pressly und Amy Smart. Im gleichen Jahr übernahm er unter der Regie von Thomas Makowski in Lukewarm eine der Nebenrollen, wobei er neben John Schneider, Nicole Anderson, Bill Cobbs und Jenna von Oÿ als junger Luke in Erscheinung trat. Weiters konnte er 2012 einen Gastauftritt in einer Episode der Disney-Channel-Serie Austin & Ally verzeichnen. Im Folgejahr wurde er dafür bei der Verleihung der Young Artist Awards 2013 für zwei Young Artist Awards nominiert. Zum einen erhielt er für sein anhaltendes Engagement in Spezialagent Oso abermals eine Nominierung in der Kategorie „Bester Synchronsprecher“, zum anderen wurde er für seinen Auftritt in Austin & Ally auch in der Kategorie „Bester Gastdarsteller in einer Fernsehserie – zehn Jahre oder jünger“ nominiert, konnte jedoch in keiner dieser Kategorien gewinnen. Zu einer Reihe von Filmauftritten kam er im Jahre 2013, als er es auch als Synchronsprecher in die englischsprachige Originalfassung der Nickelodeon-Serie Bubble Guppies, einer animierten Fernsehserie für Vorschulkinder, kam und dort ab der dritten Staffel den Meerjungen Nonny die Stimme lieh. In den ersten beiden Staffeln sprach der etwa fünf Jahre ältere Eamon Pirruccello den Charakter des Nonny. Zu den Filmen, in denen er in diesem Jahr eingesetzt wurde, zählen Last Rights the Series, Cold Turkey und Devil’s Knot – Im Schatten der Wahrheit mit den Oscarpreisträgern Reese Witherspoon und Colin Firth.
2014 konnte er seine Einsatzstatistik in international veröffentlichten Film- und Fernsehproduktionen noch einmal erheblich verbessern. Zu seinen Serienauftritten gehörten zwei Episoden in Complete Works, als er die achtjährige Version des Protagonisten Hal Evans (verkörpert durch Joe Sofranko) mimte, sowie ein Auftritt in jeweils einer Folge von Hot in Cleveland und Marry Me. Zudem erhielt er in diesem Jahr mit Jet’s World seine erste eigene (Web-)Serie, in der er sich in acht verschiedenen Episoden selbst spielte. Hierbei arbeitete er abermals mit Jason Dallas zusammen, mit dem er bereits an Last Rights the Series arbeitete und danach auch noch an A Belle for Christmas und Changing Seasons zusammenwirken sollte. Ebenfalls zu seinem laufenden Durchbruch trug auch der Film Die kleinen Superstrolche retten den Tag bei. Hier mimte er den Charakter des Spanky, der in der Originalfilmreihe der kleinen Strolche durch George McFarland dargestellt wurde. Weiters sah man ihn 2014 im Kurzfilm Catch von David Henrie, im Weihnachtsfilm A Belle for Christmas und in Clint Eastwoods Kinofilm American Sniper. Für sein Engagement in Die kleinen Superstrolche retten den Tag wurde er 2015 für einen Young Artist Award in der Kategorie „Bester Schauspieler in einem DVD-Film“ nominiert, konnte sich allerdings nicht gegen Mandalynn Carlson durchsetzen.
Im Jahre 2015 war er in der Rolle des Todd Gerelds in Andrew und Jon Erwins Woodlawn, einem Film über den Durchbruch des damaligen High-School-Football-Spielers Tony Nathan, zu sehen und übernahm ab dieser Zeit auch die Stimme des Charakters Kaz in der Nick-Jr.-Serie Shimmer and Shine. Weitere Produktionen, an denen Jurgensmeyer als Darsteller beteiligt ist, wurden 2015 bereits fertiggestellt, jedoch noch nicht veröffentlicht. So ist er in Changing Seasons abermals in einer Produktion von Jason Dallas im Einsatz und ist als Jet Skymaster, einer der Hauptrollen, in Craig Comstocks The Adventures of Catty Wompus zu sehen.
Mit Adventures in Babysitting des junggebliebenen Regisseurs John Schultz befindet sich ein weiterer Film mit Jurgensmeyers Beteiligung aktuell (Stand: Dezember 2015) in der Postproduktion und soll 2016 herausgebracht werden.

## Filmografie
Filmauftritte (auch Kurzauftritte)
- 2010: Black, White and Blues (Redemption Road)
- 2011: Hail Mary
- 2012: Bad Girls
- 2012: Lukewarm
- 2013: Last Rights the Series
- 2013: Cold Turkey
- 2013: Devil’s Knot – Im Schatten der Wahrheit (Devil’s Knot)
- 2014: Die kleinen Superstrolche retten den Tag (The Little Rascals Save the Day)
- 2014: Catch (Kurzfilm)
- 2014: A Belle for Christmas
- 2014: American Sniper
- 2015: Woodlawn
- 2016: Die Nacht der verrückten Abenteuer (Adventures in Babysitting)

Serienauftritte (auch Gast- und Kurzauftritte)
- 2010: CSI: Den Tätern auf der Spur (CSI: Crime Scene Investigation, eine Folge)
- 2011: Grey’s Anatomy (eine Folge)
- 2012: Austin & Ally (eine Folge)
- 2014: Complete Works (2 Folgen)
- 2014: Jet’s World (8 Folgen)
- 2014: Hot in Cleveland (eine Folge)
- 2014: Marry Me (eine Folge)
- 2018–2020 Last Man Standing (seit Staffel 7, Boyd Baxter)

Synchronrollen
- 2011–2012: Spezialagent Oso (Special Agent Oso, 3 Folgen)
- 2013–2016: Bubble Guppies
- 2015–2020: Shimmer und Shine
- 2017: Hey Arnold! Der Dschungelfilm (Hey Arnold! The Jungle Movie)

## Nominierungen
- 2012: Young Artist Award in der Kategorie „Bester Synchronsprecher“ für sein Engagement in Spezialagent Oso[2]
- 2013: Young Artist Award in der Kategorie „Bester Synchronsprecher“ für sein Engagement in Spezialagent Oso[3]
- 2013: Young Artist Award in der Kategorie „Bester Gastdarsteller in einer Fernsehserie – zehn Jahre oder jünger“ für sein Engagement in Austin & Ally[3]
- 2015: Young Artist Award in der Kategorie „Bester Schauspieler in einem DVD-Film“ für sein Engagement in Die kleinen Superstrolche retten den Tag[4]